# オープンサンドイッチ
オープンサンドイッチ（英語: open sandwich、英語: open-face sandwich、英語: open-faced sandwich）は、サンドイッチの一種。オープンサンドと記述することもある。
一般的なサンドイッチが「パンとパンの間に具材を挟む」のに対し、「パンの上に具材を乗せる」のが特徴。フォーマルなスタイルでは皿に乗せたオープンサンドイッチをナイフとフォークで切り分けて食べる。
北欧が発祥と言われ、古くから北欧の国々で親しまれており、スモーブロー（デンマーク語: Smørrebrød）、スモールゴス（スウェーデン語: Smörgås）、スモーブロー（ノルウェー語: Smørbrød）とそれぞれの国で呼ばれている。それぞれの国の具材による伝統の味がある。
パンはライ麦パンが用いられることが多いが、フランスパン（バゲット）をスライスしたものや食パンも用いられる。